# Chasavjurt

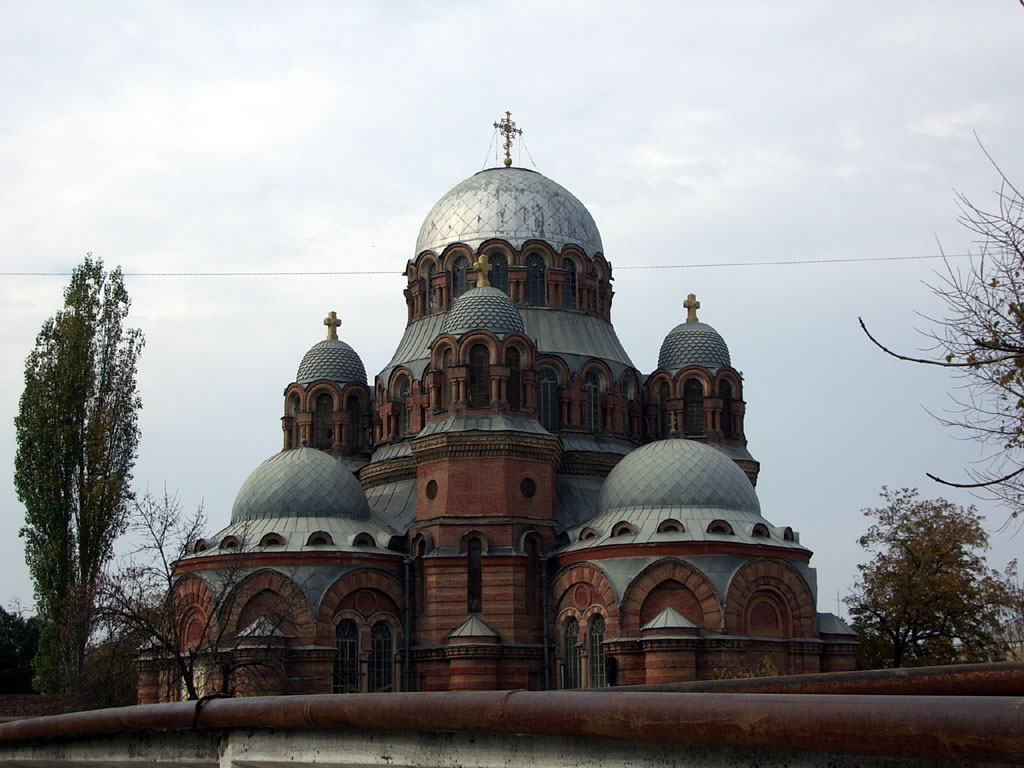
Kyrka i Chasavjurt.

Chasavjurt (ryska Хасавю́рт) är den näst största staden i Dagestan, Ryssland. Folkmängden uppgick till 136 789 invånare i början av 2015.